# Перемена участи
«Перемена участи» — советский художественный фильм 1987 года, снятый Кирой Муратовой по рассказу Сомерсета Моэма «Записка» на Одесской киностудии.
Премьера фильма состоялась 7 апреля 1988 года.

## Сюжет
Юная женщина по имени Мария обвиняется в убийстве своего возлюбленного. Её муж и адвокат пытаются доказать её невиновность, находя компромат на погибшего. В конце концов, благодаря ухищрениям адвоката, Мария оправдывается, а её муж, не выдержав правды, совершает самоубийство.

## В ролях
- Наталья Лебле — Мария, жена плантатора Филиппа
- Юрий Шлыков — адвокат
- Владимир Карасёв — Филипп
- Леонид Кудряшов — Александр
- Умирзак Шмаров — клерк
- Оксана Шлапак — воспитанница
- Галина Касперович
- Алла Майкова — подруга

## Съёмочная группа
- Режиссёр и сценарист: Кира Муратова
- Оператор: Валерий Мюльгаут
- Художники: Олег Иванов, Умирзак Шманов
- Звукорежиссёр: Игорь Скиндер

## Фестивали
Фильм получил специальный приз жюри (К. Муратова) на Всесоюзном кинофестивале в Баку (1988).